# Pohlia lonchochaete
Pohlia lonchochaete là một loài Rêu trong họ Bryaceae. Loài này được (Dusén) Broth. miêu tả khoa học đầu tiên năm 1909.